# Newstead-Helm
Der Newstead-Helm ist ein römischer Paradehelm mit Maske aus der Zeit von 80 bis 100 n. Chr., der 1905 im schottischen Newstead in Roxburghshire gefunden wurde. Zusammen mit dem Ribchester-Helm ist er der Typenhelm der Klasse Ribchester-Newstead.

## Beschreibung
Der Newstead-Helm gehört zu den Maskenhelmen. Er besteht aus getriebenem Eisen und wurde 1905 auf dem Gelände der ehemaligen römischen Festung bei Newstead gefunden. Die Helmglocke ist im Hinterkopfbereich im ganzen mit einer lockigen Haartracht gearbeitet. Die Maske ist separat gearbeitet und wurde am Helm mit einem Lederband fixiert. Auf der Oberfläche des Helmes sind die Reste einer Silber- oder Zinnbeschichtung erkennbar. Der Nackenschirm des Helmes ist ebenfalls verziert und der Name des Trägers ist durch eingeschlagene Buchstaben erhalten.